# Нифтуллаев, Ариф Ариф оглы
Ариф Ариф оглы Нифтуллаев (азерб. Arif Arif oğlu Niftullayev; род. 21 апреля 1997, Масаллы) — азербайджанский борец греко-римского стиля, член национальной сборной Азербайджана по греко-римской борьбе, бронзовый призёр чемпионата мира 2022 года. Сын чемпиона мира по греко-римской борьбе 1978 года Арифа Нифтулаева. Неоднократно становился чемпионом Азербайджана.

## Биография
Ариф Ариф оглы Нифтуллаев родился 21 апреля 1997 года в городе Масаллы в семье чемпиона мира 1978 года Арифа Нифтулаева. Проживает в Сураханском районе Баку. Греко-римской борьбой начал заниматься в 2008 году в спортивном клубе «Нефтчи» города Баку.
В мае 2014 года принял участие на чемпионате Европы среди юношей в весовой категории до 63 кг. В ноябре 2016 года занял третье место в командном зачёте на Кубке Алроса. В этом же месяце принял участие на Золотом Гран-при в весовой категории до 85 кг.
В 2017 году выиграл Кубок Федерации борьбы Азербайджана среди юношей в весовой категории до 84 кг. 6 ноября 2028 года выиграл чемпионат Баку в весовой категории до 98 кг. В декабре 2018 года выиграл чемпионат Азербайджана в весовой категории до 97 кг.
В декабре 2019 года занял третье место на чемпионате Азербайджана в весовой категории до 97 кг. В этом же месяце занял третье место на клубом чемпионате мира, проходившем в Иране.
В сентябре 2022 года Ариф Нифтуллаев выступил на чемпионате мира в Белграде и дошёл до полуфинала, где уступил болгарскому борцу Кирилу Милову, а в схватке за бронзу одолел представителя Италии Николоза Кахелашвили.
В июне 2024 года завоевал золотую медаль на играх БРИКС 2024